# Cardiocondyla provincialis
Cardiocondyla provincialis är en myrart som beskrevs av Bernard 1956. Cardiocondyla provincialis ingår i släktet Cardiocondyla och familjen myror. Inga underarter finns listade.